# Arbottna

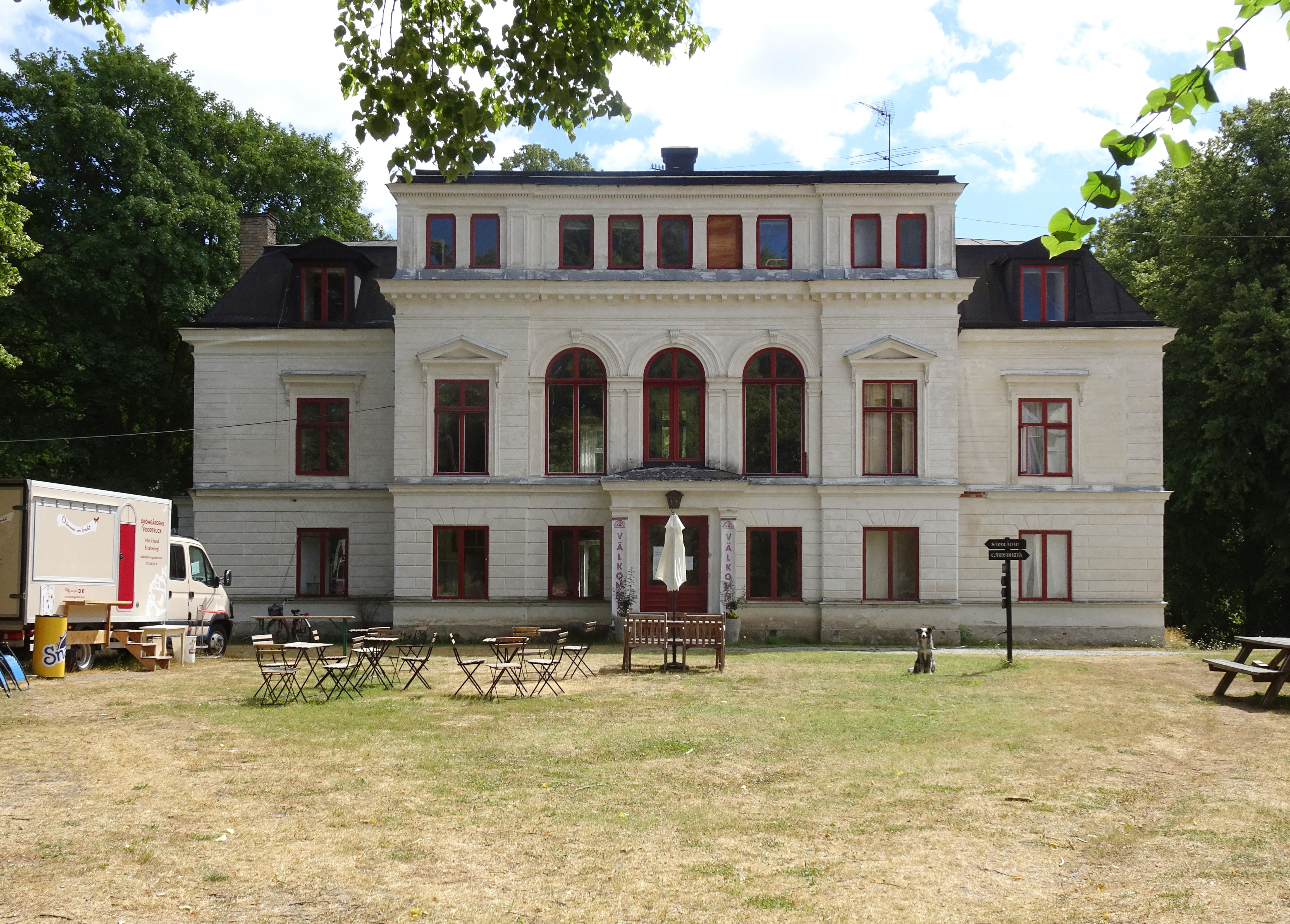
Arbottna gård, huvudfasad augusti 2017.

Arbottna är en herrgård och ett tidigare säteri vid Arbottnavägen 21 på Muskö i Stockholms södra skärgård. Fastigheten ligger i Muskö socken i Haninge kommun i Stockholms län. Arbottna har varit Muskös enda säteri med äldre anor. På 1790-talet uppfördes nuvarande huvudbyggnad och egendomen var fideikommiss i släkten Levin fram till 1917. För närvarande (2016) pågår detaljplanering för ”Projekt Drömgården” där platsens förutsättningar för utökad bostads- och verksamhetsbebyggelse skall utredas.

## Historik
Området var bebott redan på forntiden, vilket ett gravfält med cirka 15 högar ungefär 525 meter norr om Arbottna kan vittna om.
Arbottna förekommer i skriftliga handlingar första gången 1544 som Arbonen. Under 1500-talet utgjordes byn av en kyrkoutjord och tre mantal kronojord brukade av fiskarbönder. I anslutning till Arbottna har spår av en bosättning från vikingatiden hittats. Området tillhörde under denna tid de medeltida svenska kungaätternas gods. Detta har lett till spekulationer om att en kungens förtroendeman varit den som först bebott gården.
Geometriska jordeboken 1638 upptar likaledes tre gårdar; Norrgården, Sörgården och Mellangården. 1646 köptes byn i Arbottna av Carl Carlsson Gyllenhielm. Anna Christina Bååt (1644–1733), som ärvde Arbottna 1669, lät avhysa bönderna och göra byn till säteri. 1680 lät hon uppföra en säteribyggnad och ladugård på Arbottna. 1699 drogs Arbottna in av kronan, säterirättigheterna fanns dock kvar. Gårdens huvudbyggnad, som då var av trä, brändes ned under rysshärjningarna 1719. Därefter stod Arbottna under 50 år utan mangårdsbyggnad och ägarna bytte av varandra i snabb takt.

## Historiska kartor

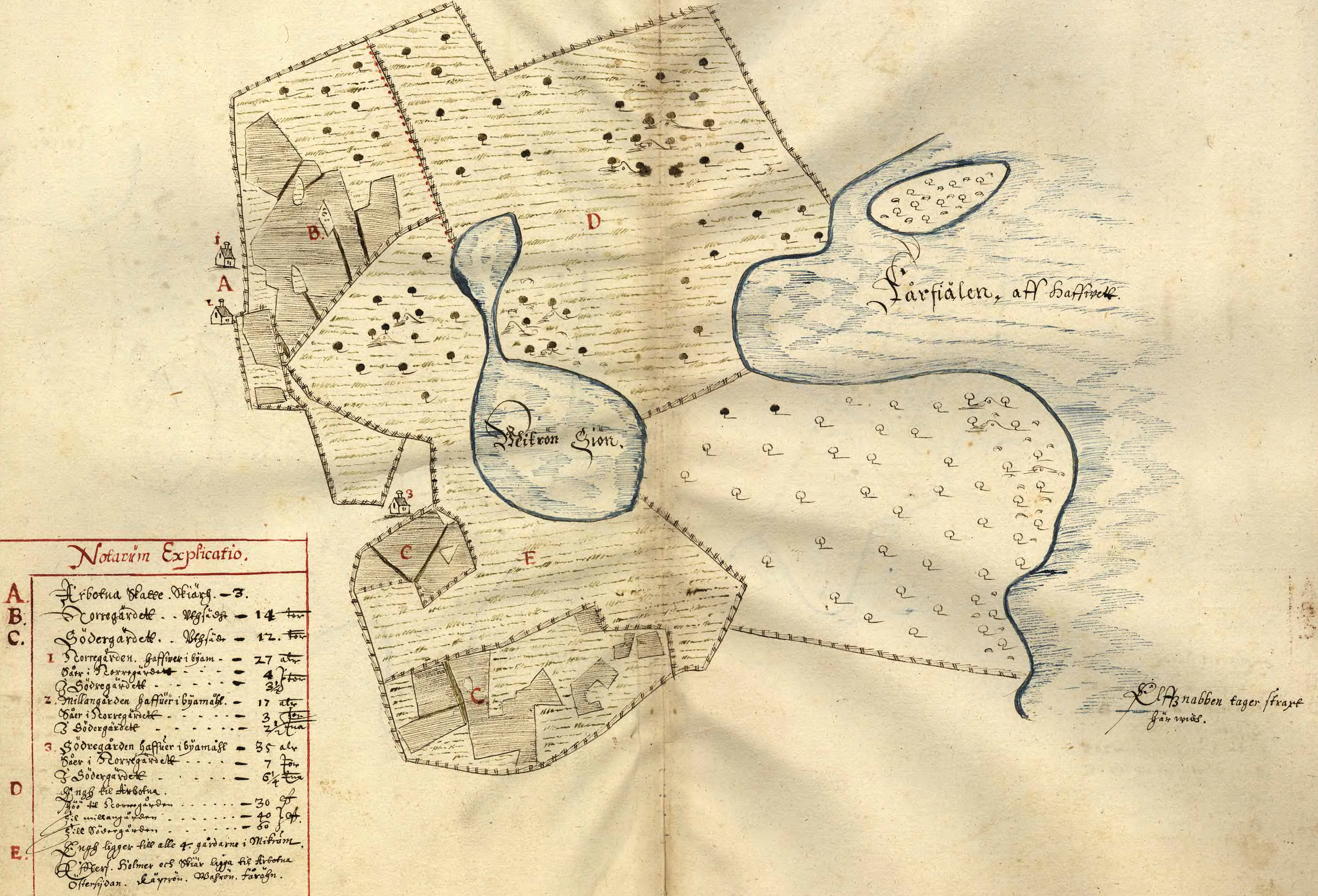
Geometrisk avmätning för Arbottna, 1638.
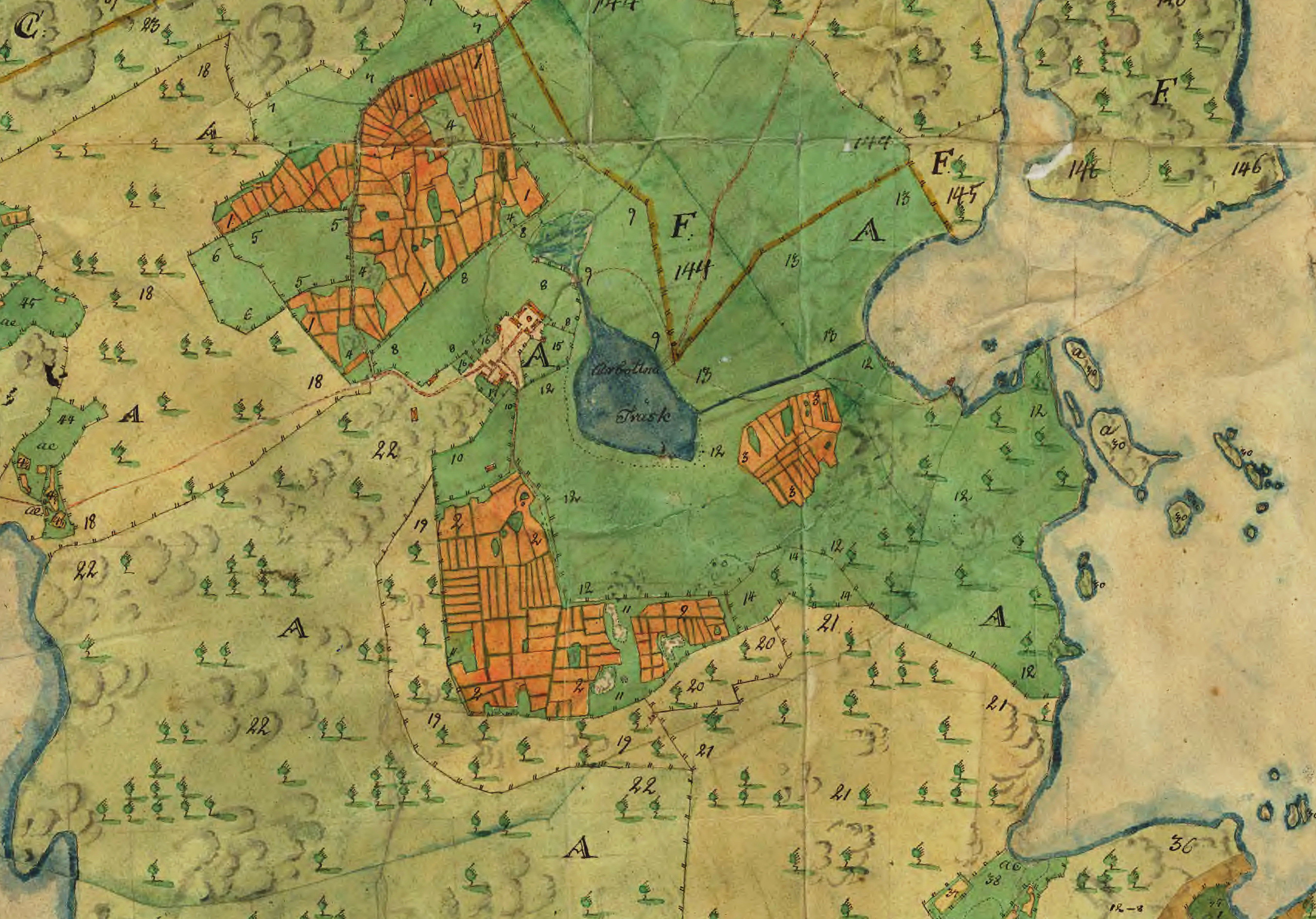
Del av Gabriel Bodings karta från 1773.
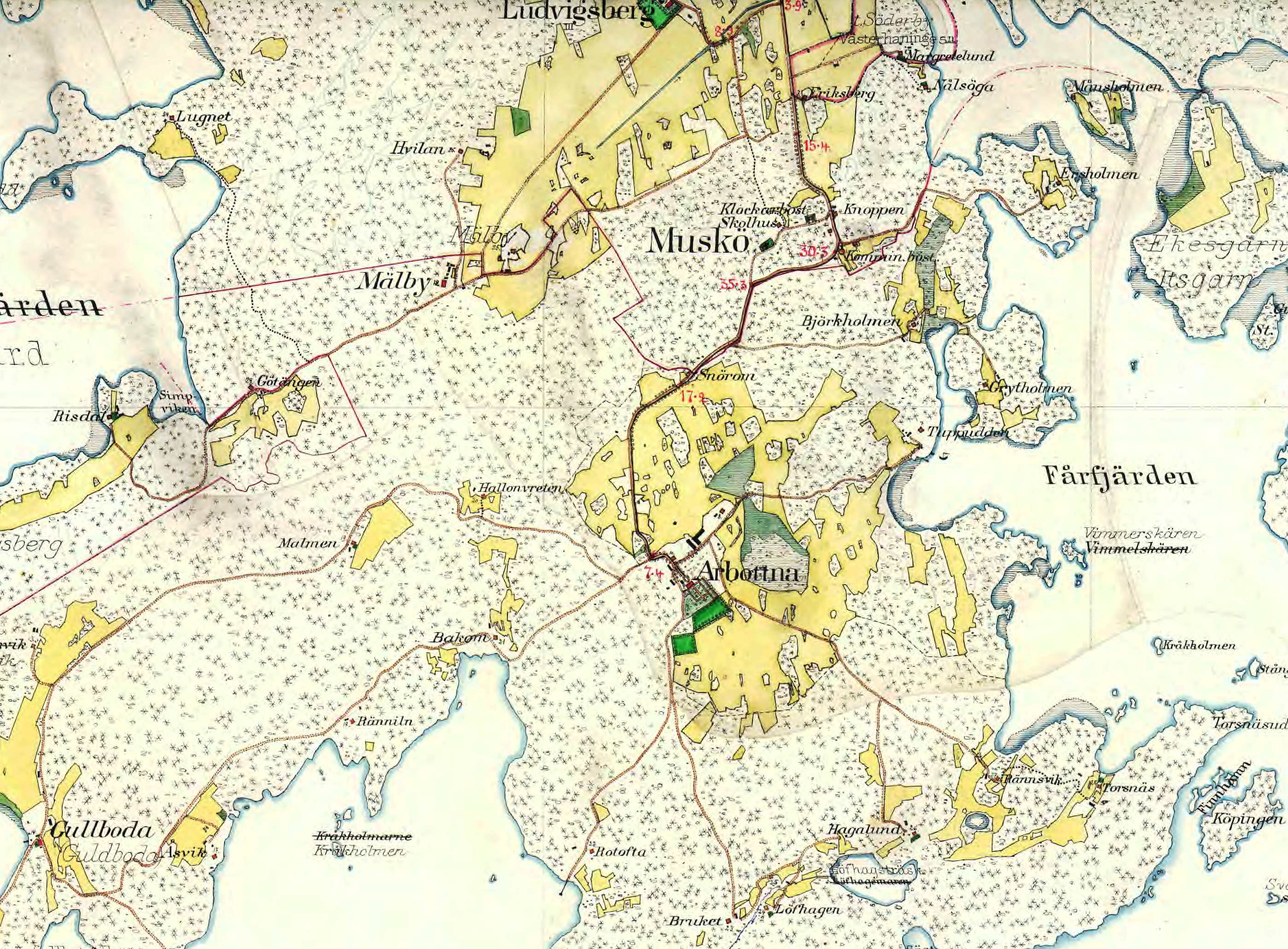
Del av Häradsekonomiska kartan från 1901 visande Arbottna och Ludvigsberg.

## Levins tid

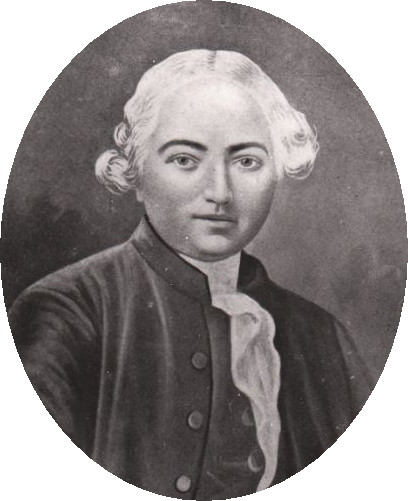
Byggherren Adolf L. Levin.

Den förmögne handelsmannen från Stockholm, Adolf Ludvig Levin, köpte 1769 större delen av Muskö och lät även uppföra Ludvigsbergs herrgård (invigd 1782) i närbelägna Skarpa by. 1773 gav Levin kartografen Gabriel Boding i uppdrag att upprätta en general charta över hela Muskö.
På 1790-talet lät Levin bygga en ny mangårdsbyggnad till Arbottna och 1798 gjorde gjorde han Ludvigsberg och Arbottna till fideikommiss. En minnestavla på Ludvigsberg påminner om denna begivenhet: At Ludvigsberg med underliggande hemman på Muskö aldrig får afhändas hans slägt… De två fideikommissen lämnade han i arv till sina tre yngsta söner. Levin var intresserad av jordbruk och engagerade sig mycket i gårdarnas skötsel. Under hans tid tillkom flera ekonomibyggnader byggda av timmer.
År 1807 tillträde Adolf Ludvig Levins yngsta son, Fredrik Vilhelm Levin, Arbottna. Han fortsatte med att utöka gårdens bebyggelse. 1818 övertogs Arbottna av Adolf Vilhelm Levin. Vid denna tid fanns följande byggnader: Huvudbyggnad i tegel, två flyglar i tegel, stall och vagnshus med sadelkammare, hönshus, trädgårdskammare, vedbod, mangelbod, ria, redskapsbod, smedja, badstuga och slöjdbod, får-, ko- och agnhus, oxhus samt två logar.
På 1870-talet genomgick gårdens corps de logi under dåvarande ägaren, Johan Malcolm Levin, en omfattande ombyggnad. Huset fick sitt nuvarande utseende i svensk nybarock och var då en vitputsad tegelbyggnad i två våningar under ett mansardtak. Huvudbyggnaden bildade tillsammans med två fristående flyglar och ytterligare två byggnader en fyrkant kring en innergård. Öster om huvudbyggnaden fanns en park och i norr låg ekonomibyggnaderna. Vid den tiden omfattade egendomen 2 mantal och underlydande 3 och 1/4, därav 2 och 3/4 under eget bruk, samt ett nyanlagt tegelbruk vid Lövhagen (dagens Bruket), som var i drift mellan 1839 och 1880. Under Arbottna lydde flera torp, bland dem Ersholmen, Björkholmen, Rotofta, Bakom, Rännilen, Hagalund, Torsnäs, Bergvik, Luffarborg och Grytholmen. Det senare utgör kärnan i Grytholmens friluftsmuseum som drivs sedan 1982 av Muskö Hembygdsförening.

## Historiska bilder

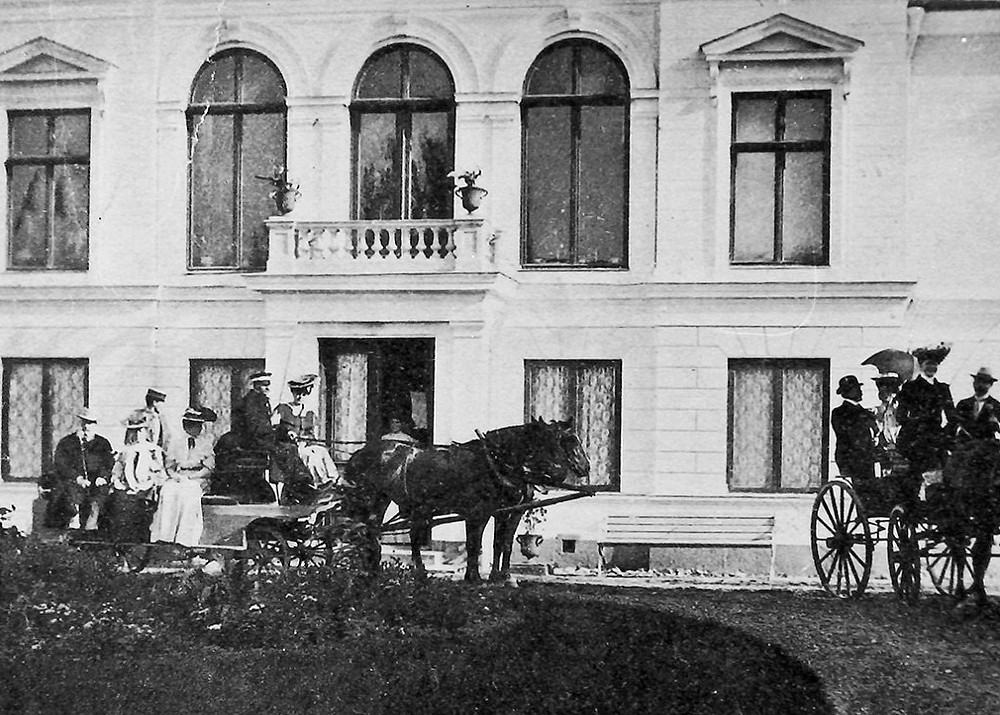
Hästspann  utanför huvudentrén.
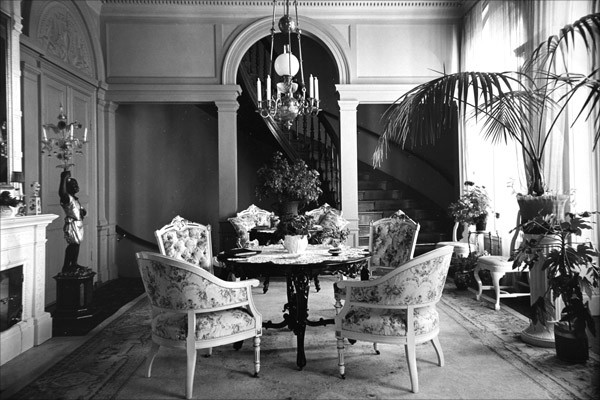
Interiör år 1924.
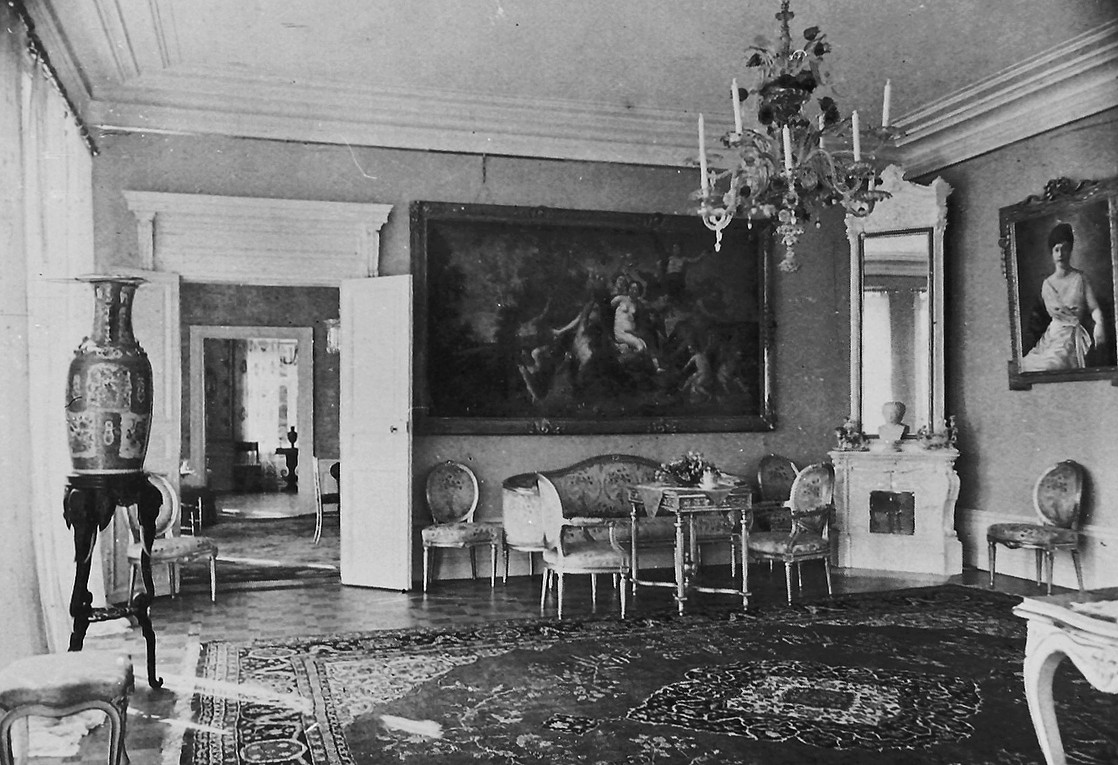
Interiör år 1924.
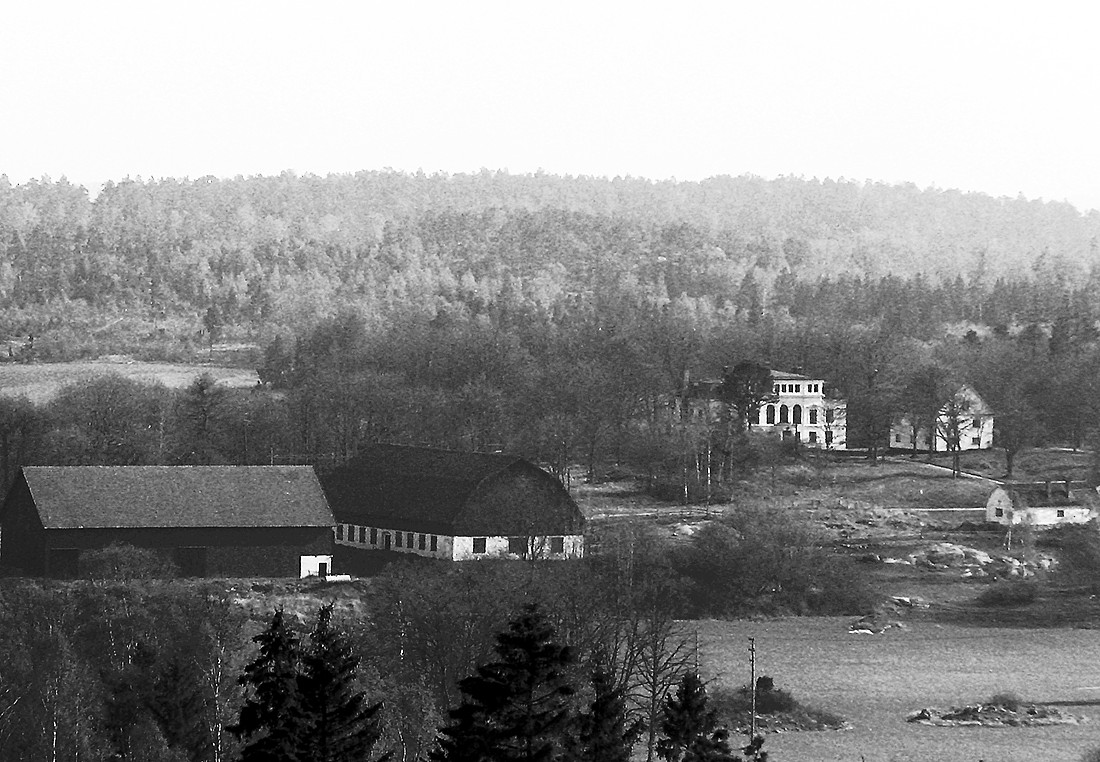
Corps de logi, västra flygeln och till vänster ekonomibyggnader.

## Egendomens vidare öden
Kring sekelskiftet 1900 började det gå utför för familjen Levin. George Levin blev den sista fidekommissarien till Arbottna. På 1910-talet utarrenderade han gården till en lantbrukare. 1916 tvingades familjen att sälja ut stora delar av området, och fideikommisset (avvecklat 1917) överfördes senare till en fastighet på Blanchegatan i Stockholm.
Köpare blev riksdagsmannen Klas Malmborg som använde Arbottna som sommarställe. Hans son, Sixten Malmborg, sålde 1951 egendomen till Fortifikationsförvaltningen som innehade Arbottna fram till år 2010. Huvudbyggnaden och kringbyggnader arrenderas ut. Ett antal torp lydande under Arbottna avstyckades från stamfastigheten 2001–2002, resterande torp tillhör fortfarande Arbottna. 1995 förklarades Arbottnas huvudbyggnad och kvarvarande västra flygelbyggnad som statligt byggnadsminne. Lagskyddet upphävdes dock 2012.

## Projekt Drömgården
Fram till mars 2012 har säteriet förvaltats av staten på uppdrag av Fortifikationsverket. Företaget Drömgården förvärvade den kvarvarande egendomen och fick sedan tillträde till Arbottna. Drömgården  vill förvandla Arbottna herrgård till ett ekologiskt lantbruk. I planen ingår även olika typer av boende i ett större antal mindre bostadshus.
Kommunstyrelsen i Haninge kommun gav den 26 november 2012 stadsbyggnadsförvaltningens planavdelning i uppdrag att ta fram ett detaljplaneprogram för fastigheten Arbottna 1:28, där platsens förutsättningar för utökad bostads- och verksamhetsbebyggelse skall utredas. Ett detaljplaneprograms syfte är att, i ett tidigt skede, utreda platsens lämplighet inför upprättande av en detaljplan. Programmet för Arbottna 1:28 antogs i juni 2016.

## Nutida bilder

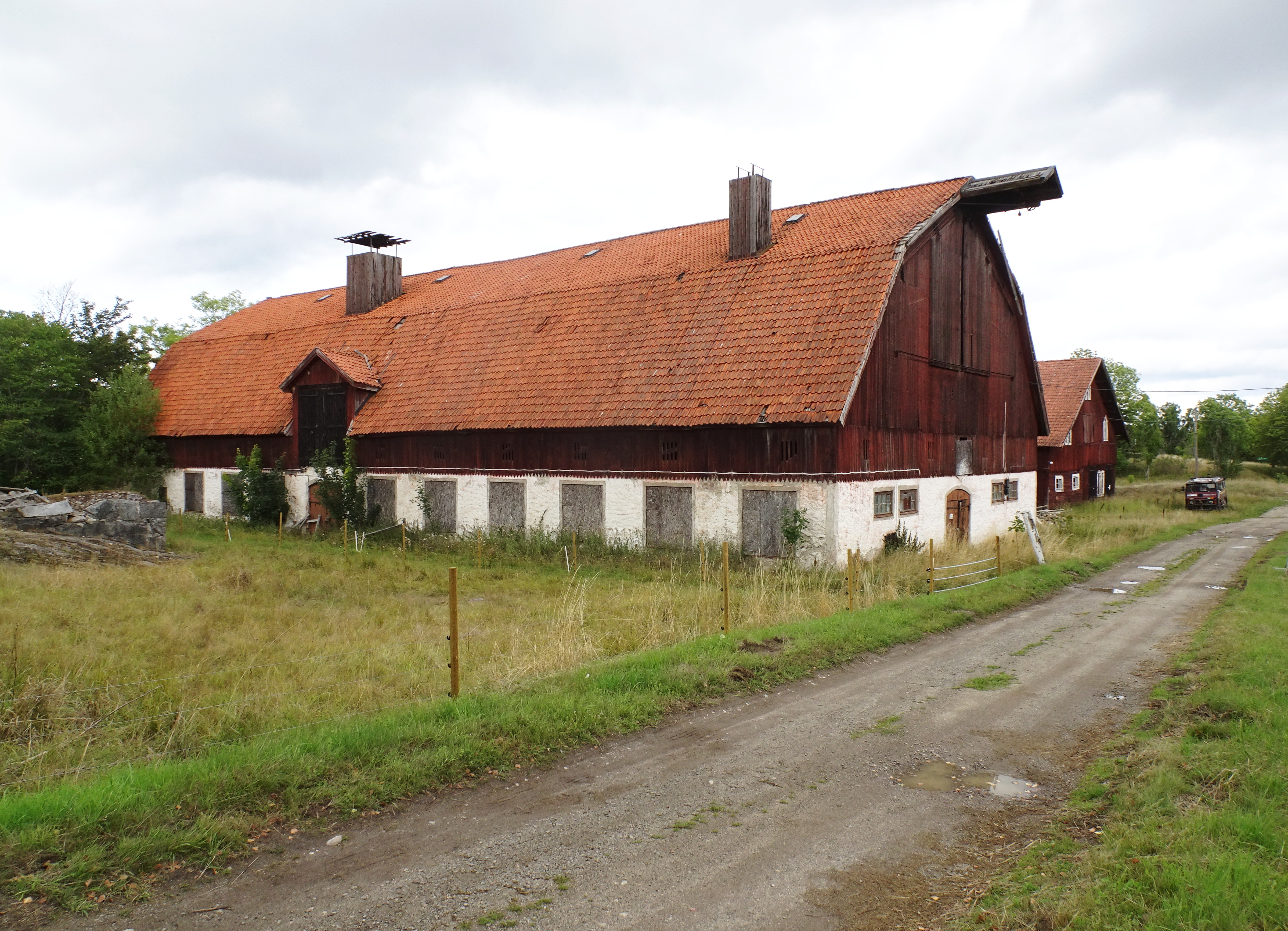
Gårdens ekonomibyggnader
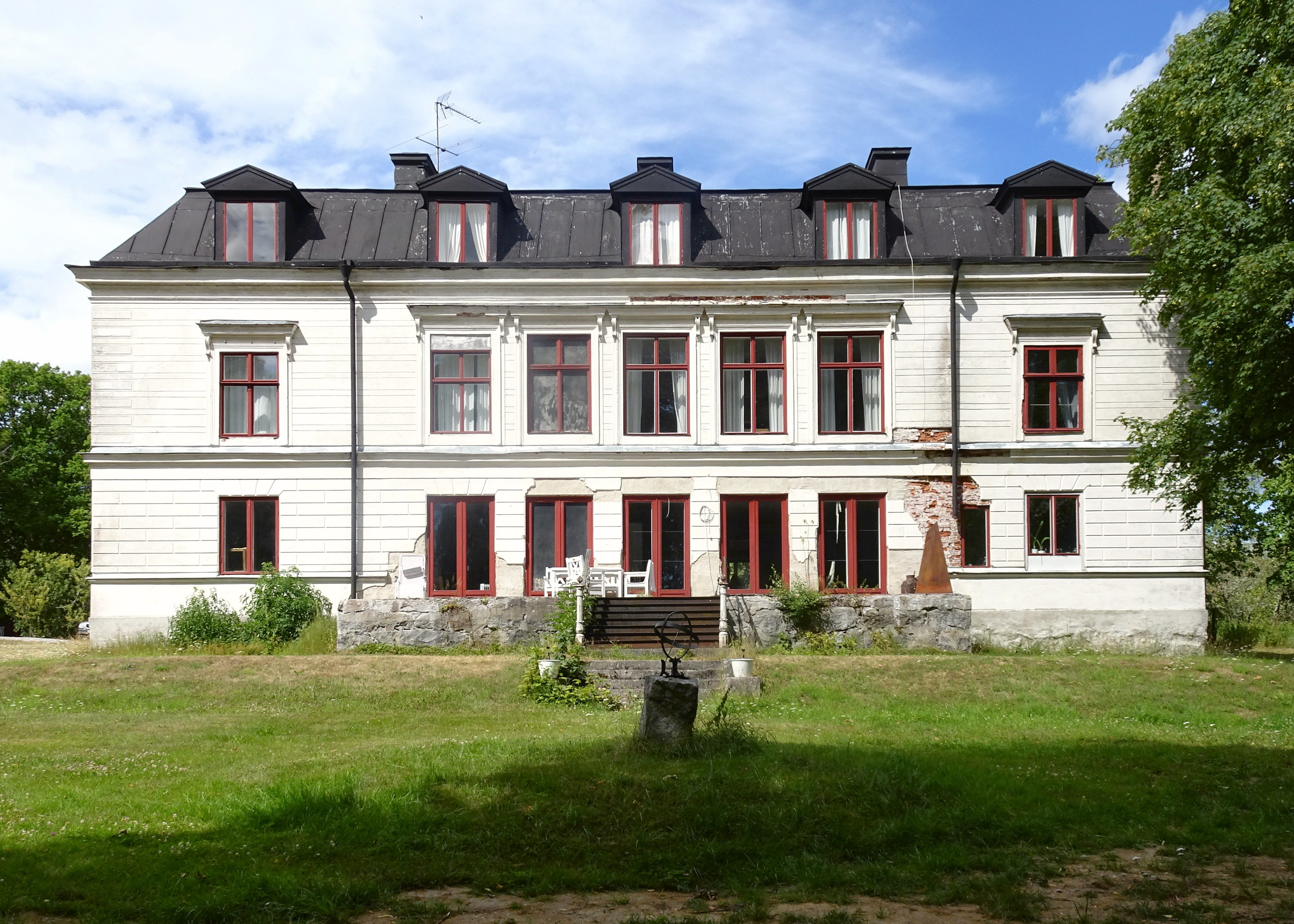
Huvudbyggnad från sydost
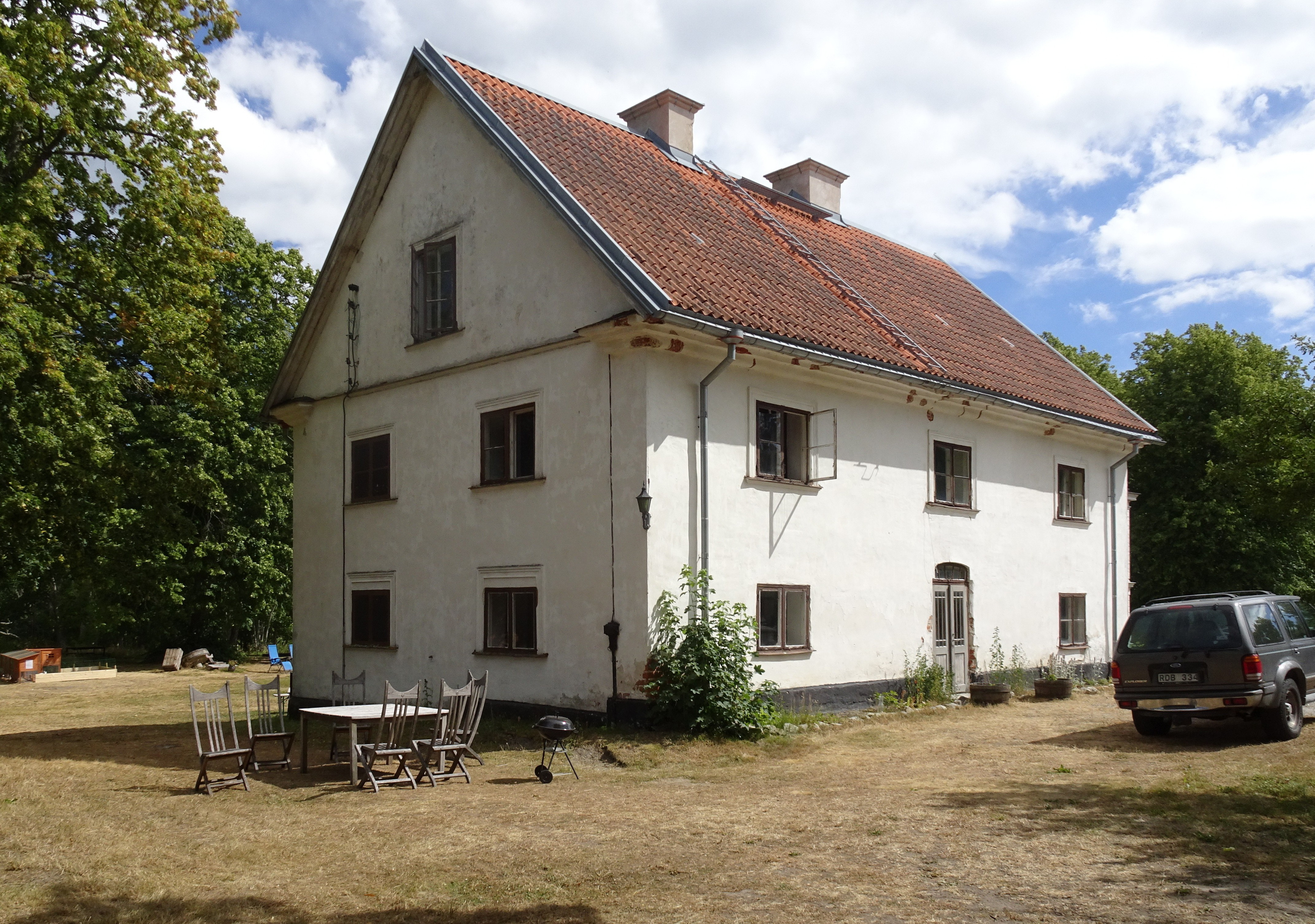
Västra flygeln
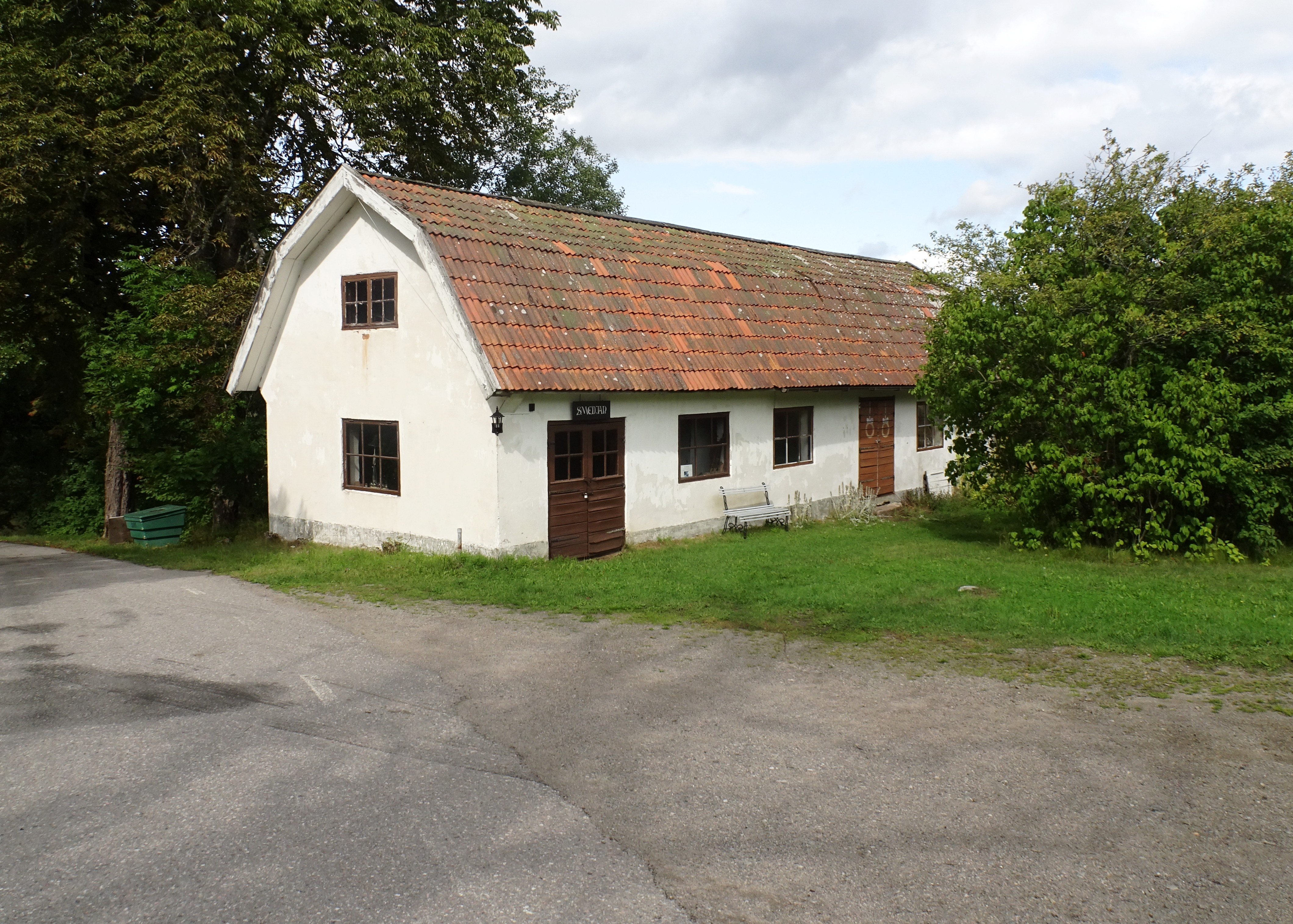
Smedjan